# Tanyptera nigricornis

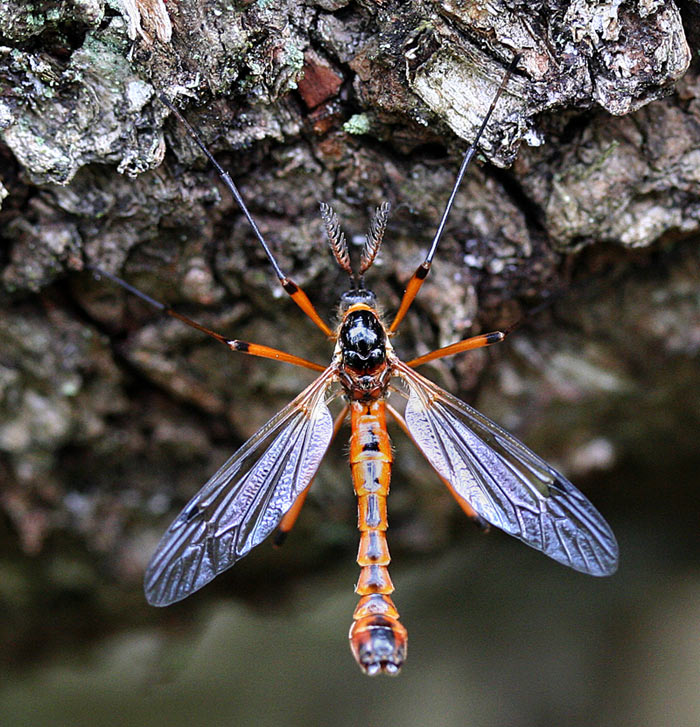
[http://www.insects.fi/insectimages/file?dir=images&op=showSpecies&order=DIP&family=Tipulidae&genus=Ctenophora&species=atrata&photographer= Tanyptera (Tanyptera) nigricornis nigricornis

Tanyptera nigricornis är en tvåvingeart som först beskrevs av Johann Wilhelm Meigen 1818.  Tanyptera nigricornis ingår i släktet Tanyptera och familjen storharkrankar. Arten är reproducerande i Sverige.

## Underarter
Arten delas in i följande underarter:
- T. n. nigricornis
- T. n. fumibasis
- T. n. kotan